# Sainte-Radégonde
Sainte-Radégonde település Franciaországban, Vienne megyében. Lakosainak száma 184 fő (2022. január 1.). Sainte-Radégonde Archigny, Chauvigny, Lauthiers és La Puye községekkel határos.

## Népesség
A település népessége az elmúlt években az alábbi módon változott:
| Lakosok száma | 161  | 168  | 169  | 169  | 170  | 172  | 176  | 178  | 184  |
|               | 2013 | 2015 | 2016 | 2017 | 2018 | 2019 | 2020 | 2021 | 2022 |